# Alatoseta
Alatoseta es un género de plantas con flores perteneciente a la familia Asteraceae y al orden Asterales. Fue descrito por Robert Harold Compton en 1931. Es un género monotípico, su única especie es Alatoseta tenuis, que es endémica de la provincia del Cabo (Sudáfrica).